# Enniatyny

Struktura enniatyny A

Struktura enniatyny B

Enniatyny – organiczne związki chemiczne produkowane przez grzyby rodzaju Fusarium. Są to antybiotyki należące do grupy jonoforów neutralnych. Znanych jest sześć homologów: eniatyna A, B, C, D, E i F.

## Budowa cząsteczek
Cząsteczki ennniatyn są cykliczne podobnie jak cząsteczka innego jonoforu – walinomycyny. Eniatyny są cyklodepsypeptydami, czyli są zbudowane z α-aminokwasów i α-hydroksykwasów połączonych naprzemiennie wiązaniami odpowiednio amidowymi i estrowymi. Cząsteczki enniatyn są o połowę mniejsze od cząsteczki walinomycyny, a amidowe atomy azotu są połączone z grupami metylowymi (−CH3) a nie atomami wodoru, jak ma to miejsce w cząsteczce walinomycyny.

## Otrzymywanie
Synteza totalna enniatyny B została opublikowana przez dwa niezależne zespoły badawcze w 1963 roku. Syntezę enniatyny C opracowano rok później.
Na większą skalę, enniatyny są izolowane z hodowli grzybów Fusarium. Poszczególne homologi można oddzilić od siebie z otrzymanego izolatu przez chromatografię kolumnową.

## Właściwości jonoforetyczne
W przeciwieństwie do walinomycyny, enniatyny wykazują niską selektywność kompleksowania kationów. Enniatyny kompleksują zarówno kationy metali pierwszej, jak i drugiej grupy układu okresowego, a także mogą kompleksować kationy metali przejściowych. Enniatyny tworzą kompleksy o różnym stosunku stechiometrycznym 1:1, 2:1 i 3:2 enniatyna-metal.

## Historia
Pierwszym wyizolowanym związkiem z tej grupy była enniatyna B. Dokonali tego szwedzcy naukowcy w 1947 roku.